# 253 (nombre)
Cet article concerne le nombre 253. Pour l'année, voir 253.
253 (deux cent cinquante-trois) est l'entier naturel qui suit 252 et qui précède 254.

## En mathématiques
Deux cent cinquante-trois est :
- l'entier de Blum 11 × 23,
- le 22e nombre triangulaire (donc le 8e nombre ennéagonal centré),
- le 9e nombre heptagonal centré,
- le 7e nombre étoilé.